# Aeschropteryx bifilaria
Aeschropteryx bifilaria là một loài bướm đêm trong họ Geometridae.